# 동해해양조사사무소
동해해양조사사무소(東海海洋調査事務所)는 국립해양조사원의 소속기관이다. 1996년 8월 8일 발족하였으며, 강원특별자치도 동해시 동굴로 123에 위치하고 있다. 소장은 행정사무관 또는 해양수산사무관으로 보한다.

## 연혁
- 1981년 3월 27일: 수로국 소속으로 동해출장소 설치.
- 1994년 11월 26일: 동해지방수로사무소로 개편.
- 1996년 8월 8일: 국립해양조사원 소속 동해해양조사사무소로 개편.

## 관할 구역
- 고두말[1]에서 135°로 그은 선의 북측 해역

## 조직

### 소장
- 해양과[2]
- 측량과[3]